# Anthocharis cethura
Espèce
Anthocharis cethura est une espèce de lépidoptères (papillons) de la famille des Pieridae de la sous-famille des Pierinae et du genre Anthocharis.

## Dénomination
Anthocharis cethura a été nommé par Cajetan Freiherr von Felder et Rudolf Felder en 1865.
Synonymes : Anthocharis morrisoni Edwards, 1881 ; Anthocharis catalina Meadows, 1937.

### Noms vernaculaires
Anthocharis cethura se nomme Desert Orange-tip en anglais.

### Sous-espèces
- Anthocharis cethura cethura
- Anthocharis cethura catalina
- Anthocharis cethura bajacalifornica Emmel, Emmel & Mattoon, 1998
- Anthocharis cethura pima Pima Orangetip présent en Arizona.
- Anthocharis cethura  mojaveensis  Emmel, Emmel & Mattoon, 1998[2].

## Description
Ce papillon blanc de taille moyenne (d'une envergure de 25 à 40 mm) présente un dimorphisme sexuel très marqué : l'apex des ailes antérieures du mâle est marqué de marron et centré d'une large tache orange qui, chez la femelle, elle est moins marquée ou absentela femelle est blanche avec cette même bande à l'apex.Le revers des ailes postérieures est marqué de vert.

### Chenille
Les œufs de couleur jaune deviennent orange après au bout d'une journée. La chenille d'abord de couleur crème se marque de points bleu et d'annelures qui passent du vert au jaune.

## Biologie

### Période de vol et hivernation
Il vole en une seule génération annuelle, très tôt au début du printemps.
Il hiverne dans sa chrysalide, au stade nymphal. Il peut s'écouler plusieurs années avant l'émergence de l'imago, jusqu'à 10 ans,.

### Plantes hôtes
Les plantes-hôtes de sa chenille sont des Descurainia (Brassicaceae) dont Descurainia pinnata, Caulanthus lasiophyllum var. utahensis et Streptanthella longirostris,.

## Écologie et distribution
Anthocharis cethura est présent en Amérique du Nord, sur la côte ouest, en Nevada, ouest de l'Utah, Arizona, Californie et Basse-Californie jusqu'au Mexique,,.

### Biotope
Il ne réside que dans les déserts des Montagnes Rocheuses.

### Protection
Anthocharis cethura catalina présente uniquement dans l'ile Santa Catalina du sud de la Californie est protégée. Les autres sous-espèces n'ont pas de statut de protection particulier